# Hakone
Hakone (箱根町?, Hakone-machi) è una cittadina del Giappone situata nella zona montuosa omonima e nel distretto di Ashigarashimo. Fa parte della prefettura di Kanagawa.

## Geografia fisica
Si trova nelle vicinanze di Tokyo ed è una frequentatissima meta turistica, celebre per i panorami del Fuji, per gli impianti termali (onsen) ed il Parco nazionale Fuji-Hakone-Izu. Altre attrattive sono costituite dai fenomeni vulcanici attivi della "Grande valle ribollente" (大涌谷?, Ōwakudani) e dal tempio che è situato sulle rive del lago Ashi.

## Amministrazione

### Gemellaggi
- Taupo

## Galleria d'immagini

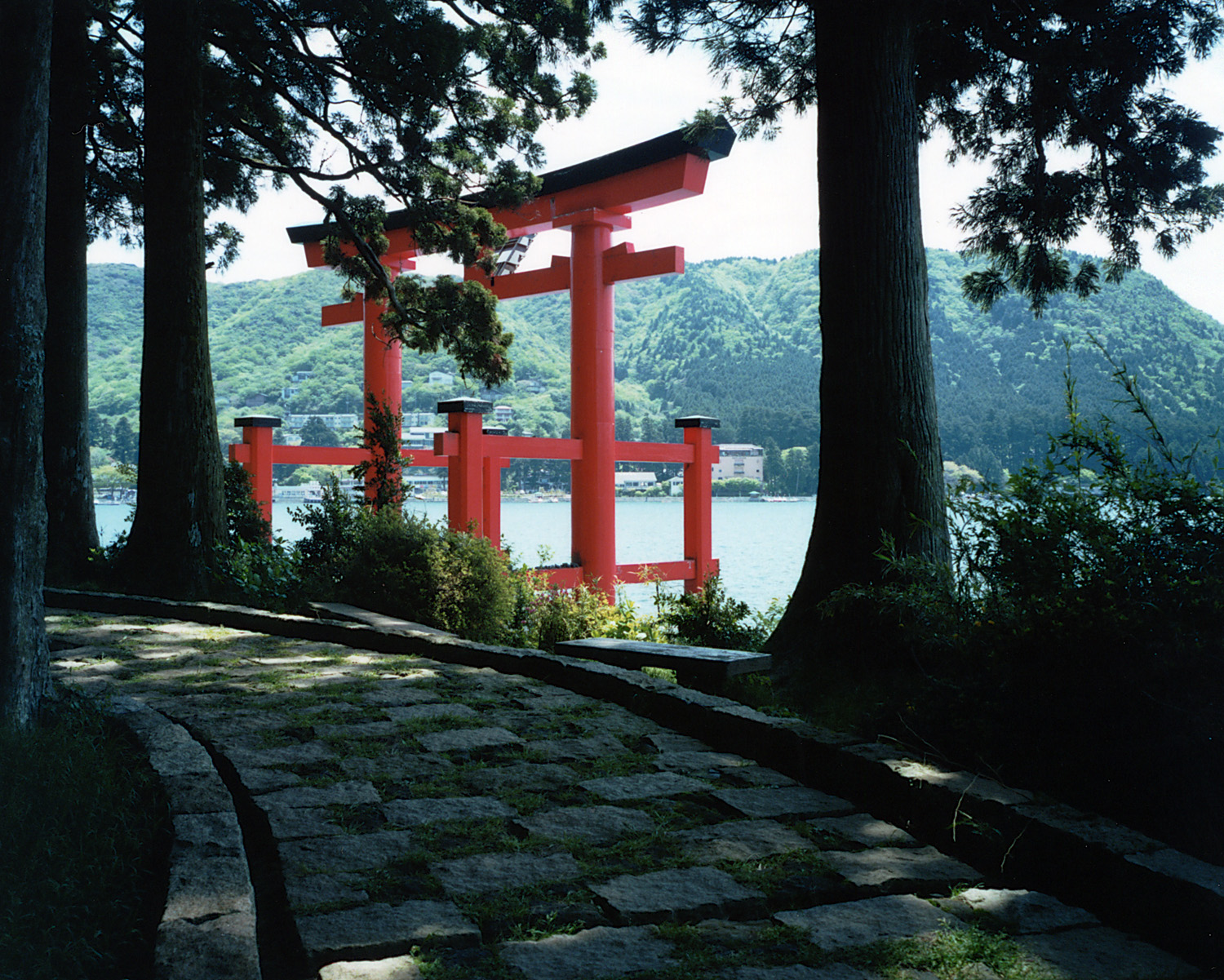
Torii del tempio di Hakone, sul lago Ashi
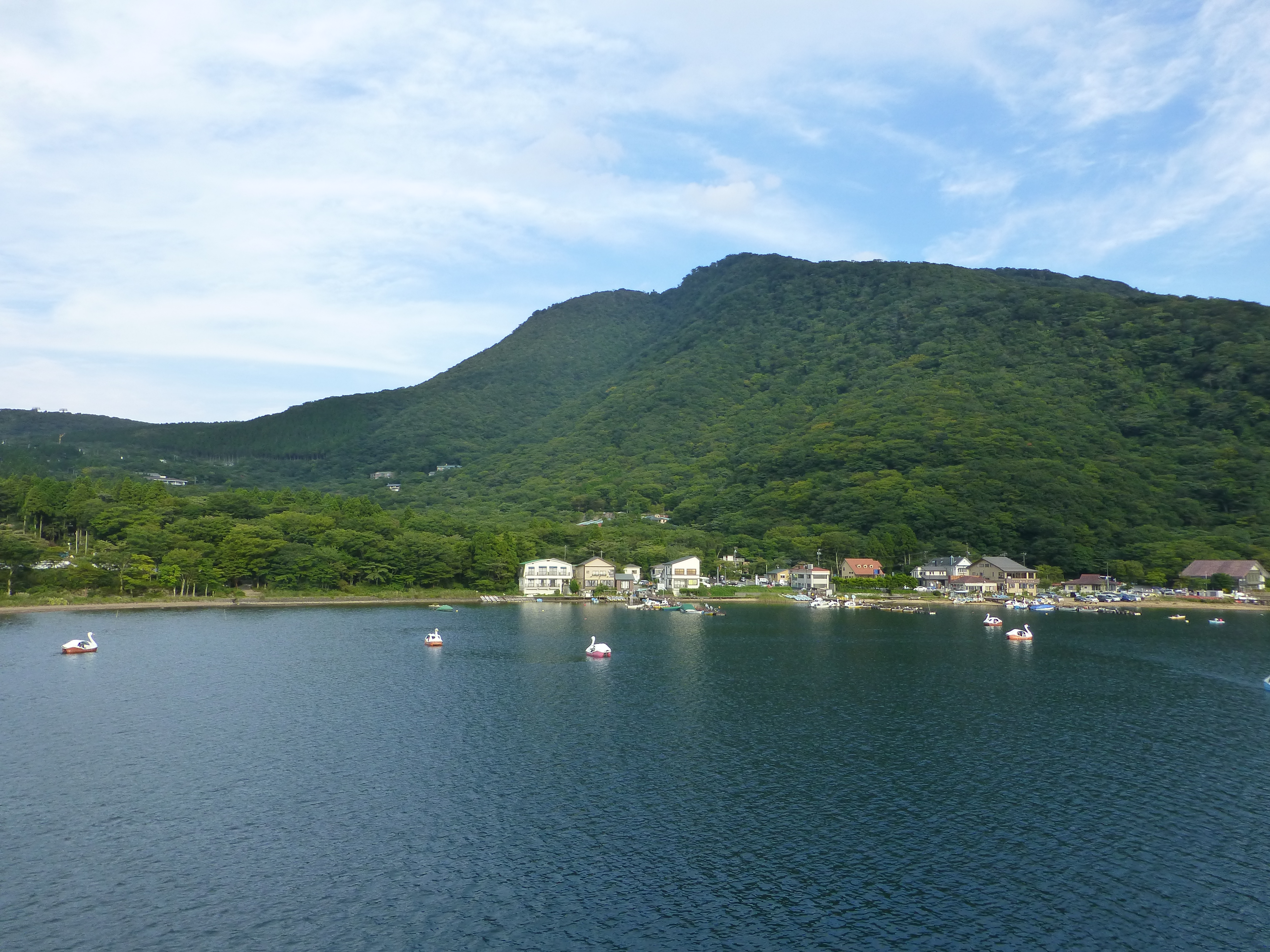
Hakone